# Тепляковское
Тепляко́вское (устар. Жеребужское) — пресное озеро округлой формы. Находится в Шуйском районе Ивановской области, в 12 км северо-восточнее города Шуя, в 0,4 км северо-западнее деревни Тепляково, в границах Афанасьевского сельского поселения.
Площадь озера — 85 160 м². Максимальная глубина — 35 м (по другим данным 33 м) — в центральной части водоёма. Самое глубокое в Ивановской области. Высота над уровнем моря — 107,2 метра.

## Описание
Озеро карстового происхождения. Питание озера снеговое, дождевое и грунтовое.
Форма озера округлая, размеры с севера на юг — 350 м, с запада на восток — 310 м.
Берега пологие, заросшие осокой, представляют собой моренную равнину, слабо расчлененную речной и овражно-балочной сетью. Озеро окружено лугом, окаймленным лесами и перелесками. К северо-восточному берегу примыкает Тепляковское торфяное болото.
Озеро относится к категории «памятники природы» регионального значения, но не имеет охранного статуса.
Ихтиофауна озера представлена следующими видами рыб: обыкновенная щука, плотва, линь, речной окунь. Водятся раки.